# Ichiro Ogimura
Ichiro Ogimura (Ito, 25 de junho de 1932 – Tóquio, 5 de dezembro de 1994) foi um mesa-tenista japonês campeão asiático e 2 vezes campeão mundial individual em 1954 e 1956 Ogimura tornou-se membro executivo da Federação Internacional de Tênis de Mesa (em inglês:  International Table Tennis Federation; doravante denominada: "ITTF") em 1973 e presidente da mesma de 1987 até 1994. Morreu de câncer de pulmão aos 62 anos.
Foi incluído no Hall da Fama da ITTF em 1997, em reconhecimento à sua contribuição notável para o esporte.

## Estatísticas

### Como jogador
| RESULTADOS NAS PRINCIPAIS COMPETIÇÕES | RESULTADOS NAS PRINCIPAIS COMPETIÇÕES | RESULTADOS NAS PRINCIPAIS COMPETIÇÕES | RESULTADOS NAS PRINCIPAIS COMPETIÇÕES | RESULTADOS NAS PRINCIPAIS COMPETIÇÕES | RESULTADOS NAS PRINCIPAIS COMPETIÇÕES | RESULTADOS NAS PRINCIPAIS COMPETIÇÕES | RESULTADOS NAS PRINCIPAIS COMPETIÇÕES | RESULTADOS NAS PRINCIPAIS COMPETIÇÕES |
| País                                  | Competição                            | Ano                                   | Local de disputa                      | Local de disputa                      | Individual                            | Duplas                                | Duplas mistas                         | Equipes                               |
| ------------------------------------- | ------------------------------------- | ------------------------------------- | ------------------------------------- | ------------------------------------- | ------------------------------------- | ------------------------------------- | ------------------------------------- | ------------------------------------- |
| Japão                                 | Campeonato Asiático TTFA              | 1960                                  | Bombaim                               | Índia                                 | Campeão                               | Campeão                               | Campeão                               | 1                                     |
| Japão                                 | Campeonato Asiático TTFA              | 1953                                  | Tóquio                                | Japão                                 | Oitavas                               |                                       |                                       | 1                                     |
| Japão                                 | Jogos Asiáticos                       | 1962                                  | Jacarta                               | Indonésia                             | Vice-campeão                          | Vice-campeão                          | Campeão                               | 1                                     |
| Japão                                 | Jogos Asiáticos                       | 1958                                  | Tóquio                                | Japão                                 | Semifinal                             |                                       | Campeão                               | 2                                     |
| Japão                                 | Campeonato Mundial                    | 1965                                  | Liubliana                             | Jugoslávia                            | Últimos 32                            | Quartas                               | Últimos 64                            | 2                                     |
| Japão                                 | Campeonato Mundial                    | 1963                                  | Praga                                 | Tchecoslováquia                       | Quartas                               | Últimos 32                            | Oitavas                               | 2                                     |
| Japão                                 | Campeonato Mundial                    | 1961                                  | Pequim                                | China                                 | Quartas                               | Quartas                               | Campeão                               | 2                                     |
| Japão                                 | Campeonato Mundial                    | 1959                                  | Dortmund                              | Alemanha Ocidental                    | Semifinal                             | Campeão                               | Campeão                               | 1                                     |
| Japão                                 | Campeonato Mundial                    | 1957                                  | Estocolmo                             | Suécia                                | Vice-campeão                          | Vice-campeão                          | Campeão                               | 1                                     |
| Japão                                 | Campeonato Mundial                    | 1956                                  | Tóquio                                | Japão                                 | Campeão                               | Campeão                               | Quartas                               | 1                                     |
| Japão                                 | Campeonato Mundial                    | 1955                                  | Utrecht                               | Países Baixos                         | Oitavas                               | Semifinal                             | Quartas                               | 1                                     |
| Japão                                 | Campeonato Mundial                    | 1954                                  | Wembley                               | Inglaterra                            | Campeão                               | Semifinal                             | Oitavas                               | 1                                     |
| Fonte: ITTF.com (em inglês)           |                                       |                                       |                                       |                                       |                                       |                                       |                                       |                                       |